# Alessandra Panaro
Alessandra Panaro (Roma, 14 dicembre 1939 – Ginevra, 1º maggio 2019) è stata un'attrice italiana.

## Biografia
Iniziò la sua carriera nel 1954 e recitò nella trilogia risiana composta da Poveri ma belli (1957), Belle ma povere (1957) e Poveri milionari (1959), prendendo contemporaneamente parte al programma televisivo Il Musichiere. In entrambe le esperienze sua compagna di lavoro fu Lorella De Luca: nel trittico cinematografico interpretando le due amiche del cuore innamorate degli opposti fratelli, mentre sul piccolo schermo erano le vallette del presentatore Mario Riva, che le aveva ironicamente ribattezzate "le cognatine".
Negli anni cinquanta interpretò anche altre commedie italiane tipiche di quegli anni, che iniziavano a mostrare la spensieratezza e la gioia di vivere dopo gli anni della guerra. Fu protagonista in Lazzarella (1957), diretto da Carlo Ludovico Bragaglia, dove interpretava appunto il personaggio del titolo, ispirato a quello della canzone scritta da Domenico Modugno e Riccardo Pazzaglia, brano che venne inciso da molti cantanti; nel 1959 fu invece Nora, la fidanzata di Bruno-Mario Girotti (il futuro Terence Hill) nel film Cerasella di Raffaello Matarazzo. Inoltre lavorò accanto a Totò e fu diretta da registi come Alessandro Blasetti e Luchino Visconti.
Negli anni sessanta recitò invece in film del filone mitologico ed avventuroso. Il suo ultimo film fu La notte è piccola per noi (2019), diretto da Gianfrancesco Lazotti, uscito poche settimane prima della sua morte e interpretato insieme a Philippe Leroy. Stabilitasi definitivamente a Ginevra, vi morì il 1º maggio 2019 all'età di 79 anni; il funerale fu celebrato la mattina del 7 maggio presso la chiesa di Santa Maria in Portico in Campitelli a Roma. Riposa nella tomba di famiglia al cimitero del Verano.

### Vita privata
Sposò in prime nozze il banchiere Jean-Pierre Sabet, deceduto nel 1983, e in seconde nozze l'attore Giancarlo Sbragia, di cui rimase vedova nel 1994.

## Filmografia

### Cinema

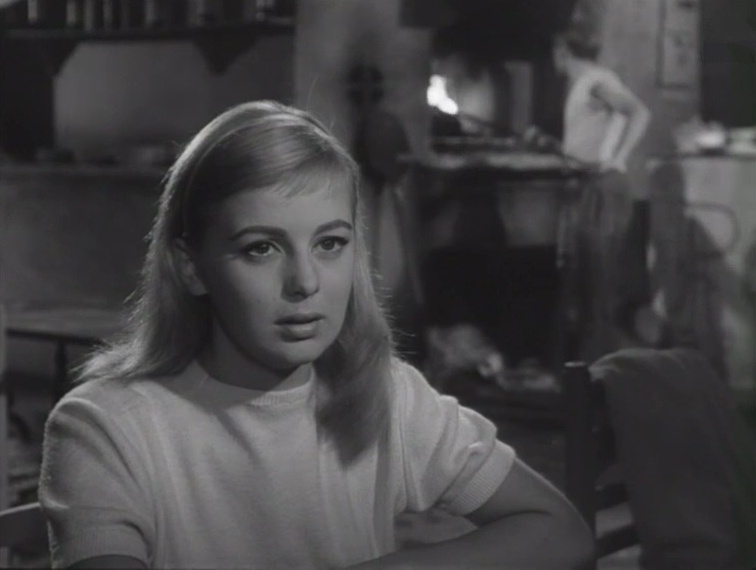
Alessandra Panaro in Lazzarella (1957)

- Il barcaiolo di Amalfi, regia di Mino Roli (1954)
- Destinazione Piovarolo, regia di Domenico Paolella (1955)
- Il campanile d'oro, regia di Giorgio Simonelli (1955)
- Gli innamorati, regia di Mauro Bolognini (1956)
- Guardia, guardia scelta, brigadiere e maresciallo, regia di Mauro Bolognini (1956)
- I miliardari, regia di Guido Malatesta (1956)
- Mamma sconosciuta, regia di Carlo Campogalliani (1956)
- Cantando sotto le stelle, regia di Marino Girolami (1956)
- Poveri ma belli, regia di Dino Risi (1957)
- Lazzarella, regia di Carlo Ludovico Bragaglia (1957)
- Belle ma povere, regia di Dino Risi (1957)
- La trovatella di Pompei, regia di Giacomo Gentilomo (1957)
- Amore e chiacchiere, regia di Alessandro Blasetti (1958)
- Al servizio dell'imperatore (Si le roi savait ça), regia di Caro Canaille (1958)
- Totò, Peppino e le fanatiche, regia di Mario Mattoli (1958)
- Te doy mi vida, regia di Pino Mercanti (1958)
- L'ultima canzone, regia di Pino Mercanti (1958)
- Educande al Tabarin (Cigarettes, whisky et p'tites pépées), regia di Maurice Régamey (1959)
- I ragazzi dei Parioli, regia di Sergio Corbucci (1959)
- Avventura a Capri, regia di Giuseppe Lipartiti (1959)
- Poveri milionari, regia di Dino Risi (1959)
- Le notti dei teddy boys, regia di Leopoldo Savona (1959)
- Il raccomandato di ferro, regia di Marcello Baldi (1959)
- Cerasella, regia di Raffaello Matarazzo (1959)
- Rocco e i suoi fratelli, regia di Luchino Visconti (1960)
- Le baccanti, regia di Giorgio Ferroni (1961)
- Mariti a congresso, regia di Luigi Filippo D'Amico (1961)
- Ulisse contro Ercole, regia di Mario Caiano (1962)
- Il mio amore è scritto sul vento (Pecado de amor), regia di Luis Cesar Amadori (1962)
- Il figlio del capitan Blood, regia di Tulio Demicheli (1962)
- Il colpo segreto di d'Artagnan, regia di Siro Marcellini (1962)
- Il boia di Venezia, regia di Luigi Capuano (1963)
- Ercole contro Moloch, regia di Giorgio Ferroni (1963)
- Sandok, il Maciste della jungla, regia di Umberto Lenzi (1964)
- Una carabina per Schut (Der Schut), regia di Robert Siodmak (1964)
- I violenti di Rio Bravo (Die Pyramide des Sonnengottes), regia di Robert Siodmak (1965)
- 30 Winchester per El Diablo, regia di Gianfranco Baldanello (1965)
- La notte dell'addio, regia di Renato Borraccetti (1966)
- La madama, regia di Duccio Tessari (1976)
- La notte è piccola per noi, regia di Gianfrancesco Lazotti (2019)

### Televisione
- La febbre del fieno di Noël Coward, regia di Guglielmo Morandi, trasmessa il 28 luglio 1961.
- Champignol senza volerlo di Georges Feydeau e Maurice Desvallières, regia di Silverio Blasi, trasmessa il 25 febbraio 1963.
- A Grande Família – serie TV, episodio A Felicida (Rede Globo, 2009)

## Programmi televisivi
- Il Musichiere (Programma Nazionale, 1957-1958)
- Il Mattatore, puntata del 22 aprile 1959.
- Volubile, regia di Stefano De Stefani (1961)

## Doppiatrici
- Fiorella Betti in Poveri ma belli, Belle ma povere, Poveri milionari, Cerasella, Le baccanti, 30 Winchester per El Diablo
- Maria Pia Di Meo in Gli innamorati, Lazzarella, Totò, Peppino e le fanatiche, Avventura a Capri, I ragazzi dei Parioli
- Rita Savagnone in Mamma sconosciuta
- Flaminia Jandolo in La trovatella di Pompei
- Fulvia Mammi in Rocco e i suoi fratelli
- Luisella Visconti in Ulisse contro Ercole